# Чентро Климатико Сан Паоло (Таранто)
Чентро Климатико Сан Паоло (итал. Centro Climatico San Paolo) је насеље у Италији у округу Таранто, региону Апулија.
Према процени из 2011. у насељу је живело 264 становника. Насеље се налази на надморској висини од 432 м.